# Mumuye
Das Mumuye ist die wichtigste der Adamaua-Sprachen in Westafrika und wird in Nordostnigeria und Nordwest-Kamerun vom Volk der Mumuye gesprochen.
Es wird zurzeit zur Sprachgruppe der Leko-Nimbari-Sprachen innerhalb der Savannensprachen-Sprachgruppe gerechnet. Diese zählt wiederum zur Niger-Kongo-Sprachfamilie. 
Es gibt zahlreiche Dialekte des Mumuye: Zing, Dong, Yoro, Lankaviri, Gola (Bajama), Gongla, Kasaa, Saawa, Jalingo, Nyaaja, Jeng, Gnoore, Yaa, Sagbee, Shaari, Kugong, Mang, Kwaji, Meeka und Yakoko.